# کوری (استونی)
کوری (به لاتین: Kuri) یک منطقهٔ مسکونی در استونی است که در دهستان پوهالپا واقع شده‌است.